# Паршин, Николай Михайлович (хоккеист)
Николай Михайлович Паршин (16 декабря 1926, Люберцы, Московская губерния — 23 июля 1999) — советский хоккеист, защитник, нападающий.

## Биография
Воспитанник «Трактора» Люберцы (хоккей с мячом). В чемпионате СССР играл за команды «Крылья Советов» / «Зенит» Москва (1949/50 — 1954/55, 1956/57), ДК им. Карла Маркса (Электросталь) (1954/55), «Спартак» Москва (1955/56). В сезонах 1957/58 — 1959/60, 1963/64 выступал за «Крылья Советов» / «Труд» / «Сатурн» Раменское.
Чемпион СССР 1957 года.